# Edige Mustafa Kirimal

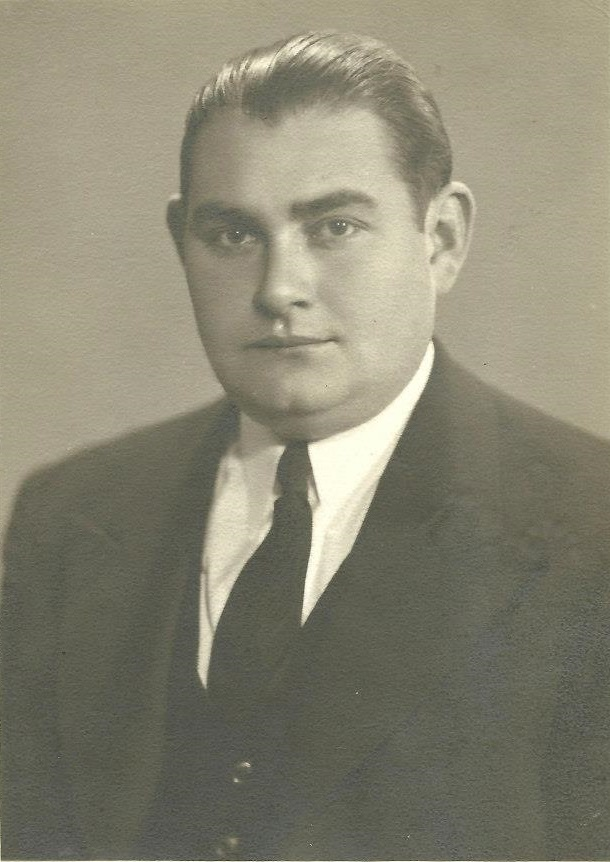
Edige Mustafa Kirimal – türkischer Politiker

Edige Mustafa Kirimal (* 1911 in Bachtschyssaraj, Krim; † 22. April 1980 in München) war ein türkischer Politiker krimtatarischer Herkunft.

## Leben
Kirimal wurde 1911 in Bachtschyssaraj geboren. Seine Familie wanderte in den 1910ern von Polen auf die Krim aus. Kirimal besuchte eine tatarische Grundschule in Derekoy und erhielt seinen Schulabschluss in Jalta. Er studierte am Pädagogischen Institut in Simferopol und floh infolge der im Mai 1928 erfolgten Hinrichtung von Weli Ibrahimow, dem Vorsitzenden der Autonomen Sozialistischen Sowjetrepublik der Krim, aus Angst vor Verfolgung über Aserbaidschan und den Iran in die Türkei. Nach einem kurzen Aufenthalt in Istanbul, wanderte er 1932 nach Vilnius aus, wo sein Onkel, der Mufti der polnischen Muslime lebte. 1934 begann er ein Studium an der Universität Vilnius, das er 1939 abschloss.
Er war ab 1941 in Deutschland als Repräsentant der Krim-Tataren tätig im Zuge der Einbindung muslimischer Sowjets, größtenteils Kriegsgefangene, als Kämpfer in die Waffen-SS und die Wehrmacht. Gerhard von Mende verlieh ihm 1945 im Namen des Reichsministeriums für die besetzten Ostgebiete Papiere mit dem Titel „Präsident des Krim-Tatarischen Nationalen Zentralkomitees“, um ihm die Flucht aus Berlin und die Übersiedlung nach München zu ermöglichen. Er promovierte 1952 an der Westfälischen Wilhelms-Universität in Münster. Kirimal arbeitete am Institut zur Erforschung der UdSSR und schrieb für die Zeitung Dergi. Er starb am 22. April 1980 in München.

## Werke
- Der nationale Kampf der Krimtürken mit besonderer Berücksichtigung der Jahre 1917-1918. Vorwort Gerhard von Mende. Lechte, Emsdetten 1952.